# ASU-85
El ASU-85 es un cañón autopropulsado aerotransportado diseñado y construido en la URSS durante la Guerra Fría. Fue utilizado por las tropas aerotransportadas soviéticas y sus respectivas divisiones. A partir de 1959, comenzó a reemplazar al ASU-57 en servicio, y, desde 1969, fue reemplazado por el BMD-1.

## Historial de producción
El desarrollo de una nueva arma de asalto para las fuerzas armadas comenzó en la oficina de diseño OKB-40 de la Planta de Construcción de Máquinas Mytishchi (MMZ), bajo la supervisión del diseñador Nikolaj Aleksandrovich Astrov. El primer prototipo, denominado Ob'yekt 573, estuvo listo para las pruebas de fábrica en la segunda mitad de 1953. Este vehículo fue seguido por un pequeño lote de tres vehículos mejorados que fueron evaluados por las fuerzas armadas entre 1956 y 1957.
Los vehículos mejorados estaban propulsados por un nuevo motor diésel horizontal de seis cilindros, el YaMZ-206V, en lugar del V-6 original del PT-76. En 1958 se da la orden de iniciar la producción en serie del SU-85, como se le conoció inicialmente (ya existía un vehículo con ese nombre). Sin embargo, el Ministerio de Defensa dio una orden para agregar un techo blindado (los primeros prototipos aún eran descapotables).
Por eso, la producción en serie solo pudo comenzar en 1961. Para entonces, la configuración ya estaba obsoleta y en la segunda mitad de la década de 1960, la VDV se convirtió en el principal operador del SU-85, siendo renombrado a ASU-85. 

## Diseño
El ASU-85 está basado en el chasis del PT-76, pero no tiene sus capacidades anfibias. Está equipado con un nuevo motor. El vehículo tiene tres compartimentos: el del conductor en la parte delantera, el compartimento de artillero en el centro y el compartimento del motor en la parte trasera.
El armamento consiste de un cañón D-70 de 85 mm. La ordenanza L/67 tiene un peso total de 1.865 kg y un rango de elevación de −4,50° a +15°. El D-70 tiene una munición de 45 proyectiles y dispara la misma munición que el D-48.  El arma tiene un alcance efectivo de 1.150 metros y un alcance máximo de 10 km. Puede penetrar 192 mm de armadura de acero desde un ángulo de 60° a una distancia máxima de 1 km. La ametralladora coaxial es la SGMT o la PKT con una carga de combate de 2000 rondas.
Tanto el arma principal como la ametralladora se apuntan mediante la mira TShK-2-79, mientras que en fuego nocturno, la mira TPN1-79-11 es utilizada en combinación con el reflector IR L-2. 
Todos los ASU-85 son proporcionados con una radio R-113 y un sistema de intercomunicación R-120. A principios de la década de 1970, algunos vehículos estaban equipados con una ametralladora pesada DShK-M de 12,7 mm con 600 rondas. Estos vehículos tenían una carga de combate reducida de 39 rondas del arma principal.

## Historial de servicio
Las Fuerzas Aerotransportadas Soviéticas utilizaron el ASU-85 en operaciones aerotransportadas. Su función principal era el apoyo o asalto de infantería ligera, con capacidad antitanque limitada. Cada división aerotransportada tenía un batallón de armas de asalto con 31 ASU-85. La 6.ª División Aerotransportada de Pomerania polaca tenía un número igual.
El uso aerotransportado del ASU-85 fue posible con la introducción de los helicópteros Mi-6 y Mi-10 y los sistemas de retrocohetes y multiparacaídas de alta capacidad para caídas de alas fijas. La OTAN observó por primera vez el ASU-85 en 1962. Fue ampliamente utilizado por las unidades aerotransportadas soviéticas y polacas.
Durante la guerra afgana-soviética, las tropas aerotransportadas soviéticas utilizaron el ASU-85 en combate. 
A principios de 2016, Vietnam expresó interés en un paquete de actualización para el ASU-85. Este incluye energía más potente que aumenta la velocidad en carretera de 45 a 60 km/h y el rango de crucero de 400 a 450 km. 

## Variantes
No hay variantes del ASU-85, pero su chasis sirvió de base para otros diseños, como el chasis GM-575 del ZSU-23-4 "Shilka", los chasis GM-568 y GM-578 del vehículo de lanzamiento 2P25 y el vehículo de radar 1S91 del sistema 2K12 "Kub".

## Operadores

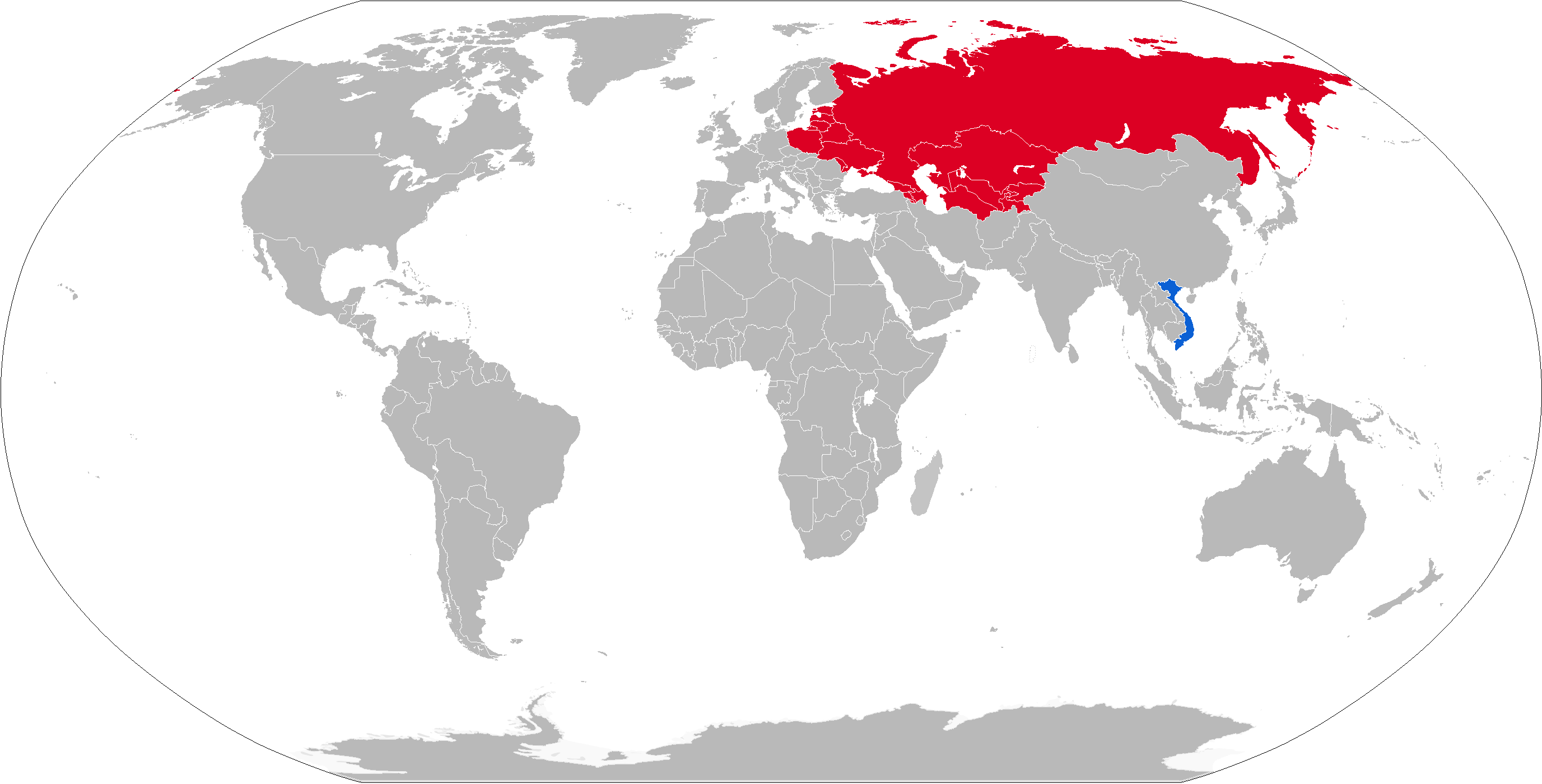
Mapa con los ex-operadores (rojo) y los operadores actuales (azul) del ASU-85

### Operadores actuales
- Vietnam

### Ex-operadores
- Unión Soviética

El ejército soviético operó ASU-85 en divisiones de las Fuerzas Aerotransportadas Soviéticas. Todos los vehículos fueron retirados del servicio.
- Polonia

Las fuerzas aerotransportadas polacas recibieron 31 ASU-85 en 1966. Todos fueron asignados al 35 ° Escuadrón de Artillería Autopropulsada de la 6.ª División Aerotransportada de Pomerania en Cracovia. Todos fueron retirados del servicio en 1976 y la unidad se disolvió.